# Harzburgit
Harzburgit – ultrazasadowa skała pochodzenia magmowego z grupy perodotytów, niezawierająca w swym składzie mineralnym wolnej krzemionki (SiO2), a jedynie krzemionkę związaną w innych minerałach, której zawartość jest niższa od 45% wagowych. Zasobna w żelazo, a uboga w alkalia: sód i potas. Skała ma wyraźne struktury wewnętrzne zaznaczające się okruszcowaniem oraz wypełnieniami oliwino- piroksenowymi. W harzburgicie widoczna jest foliacja, laminacja oraz tekstura mozaikowa, wywołana rekrystalizacją oliwinów. Krawędzie minerałów są zaokrąglone.